# باب جعمان (بني سعد)

تعديل مصدري - تعديل

باب جعمان هي إحدى قرى عزلة بني على بمديرية بني سعد التابعة لمحافظة المحويت، بلغ تعداد سكانها 89 نسمة حسب تعداد اليمن لعام 2004.